# Holmagölen (Svenarums socken, Småland)
Holmagölen är en sjö i Vaggeryds kommun i Småland och ingår i Lagans huvudavrinningsområde. Sjön har en area på 0,0441 kvadratkilometer och ligger 202 meter över havet.

## Delavrinningsområde
Holmagölen ingår i det delavrinningsområde (637910-140585) som SMHI kallar för Utloppet av Sandsjön. Avrinningsområdets medelhöjd är 215 meter över havet och ytan är 21,08 kvadratkilometer. Räknas de 5 delavrinningsområdena uppströms in blir den ackumulerade arean 98,07 kvadratkilometer. Lagan som avvattnar avrinningsområdet har biflödesordning 2, vilket innebär att vattnet flödar genom totalt 2 vattendrag innan det når havet efter 213 kilometer. Delavrinningsområdet består mestadels av skog (57 procent) och sankmarker (19 procent). Avrinningsområdet har 2,04 kvadratkilometer vattenytor vilket ger det en sjöprocent på 9,6 procent. Bebyggelsen i området täcker en yta av 0,36 kvadratkilometer eller 2 procent av avrinningsområdet.